# Maurice Montuclard
Pierre Marie Maurice (Marie-Ignace) Montuclard (Saint-Étienne, 21 ottobre 1904 – Nyons, 22 dicembre 1988) è stato uno scrittore francese, padre domenicano dal 1928 al 1953, anno nel quale venne dimesso dallo stato clericale in quanto prete operaio. Prese parte alla Resistenza francese e fondò la rivista «Jeunesse de l’Église». Ricercatore per il Centre national de la recherche scientifique, fu cofondatore del Laboratorio di economia e sociologia del lavoro all’Università di Aix en Provence.

## Opere
- Conscience religieuse et démocratie. La deuxième démocratie chrétienne en France 1891-1902, Paris, Seuil, 1965.
- Orthodoxies. Esquisses sur le discours idéologique et sur le croire chrétien, Paris, Cerf, 1977.